# Mediaskare Records
Mediaskare Records — американский независимый лейбл звукозаписи, специализирующийся на хэви-метал-музыке. Лейбл был основан Бароном Боднаром, офис расположен в Лос-Анджелесе, штат Калифорния. Среди выдающихся артистов лейбла — Volumes, Bury Your Dead и Silent Civilian.
В феврале 2008 года было объявлено, что Mediaskare Records вступила в партнёрство с Century Media Records. В конце 2010 года лейбл отделился от Century Media и присоединился к Suburban Noize/RED.
В 2014 году лейбл столкнулся с пристальным вниманием средств массовой информации в связи с текстом песни группы Reformers, касающимися гомосексуализма, и в ответ опубликовал заявление в защиту свободы художественного выражения.

## Артисты лейбла
- Bermuda
- Deserters
- Endwell
- Exotic Animal Petting Zoo[англ.]
- Hero In Error
- Murder Death Kill
- Mureau
- Polarization
- The Prestige
- Red Enemy
- Reformers
- Reign Supreme
- Runaway Kids
- Silent Civilian[англ.]
- Ugly Colors